# Estérhazy torta
 (février 2022).
L'Esterházy torta, ou gâteau Prince Estérhazy, est un gâteau hongrois nommé d'après le prince Paul III Anton Esterházy de Galántha (1786-1866), membre de la dynastie des Esterházy et diplomate de l'empire d'Autriche. Il a été inventé par les pâtissiers de Budapest à la fin du 19e siècle.
L'Esterházy torta se compose d'une crème au beurre épicée au cognac ou à la vanille, prise en sandwich entre quatre et cinq couches de pâte à meringue aux amandes (macarons). Le gâteau est préparé à base d'un glaçage fondant et décorée d'un motif caractéristique de bandes de chocolat. Il existe cependant de nombreuses variantes de recettes. En Hongrie, les amandes d'origine ont été entièrement remplacées par des noix.

## Esterházy Schnitten
Une variante populaire, bien que n'existant pas en Hongrie, se nomme Esterházy Schnitten : alors qu'une tourte est toujours de forme ronde, les Schnitten sont faits de forme carrée. D'autres versions à base de génoise ou décorées de fruits confits existent également. L'Esterházy Schnitten est typiquement un gâteau très sucré. 